# Eparchia di San Francisco e dell'America Occidentale

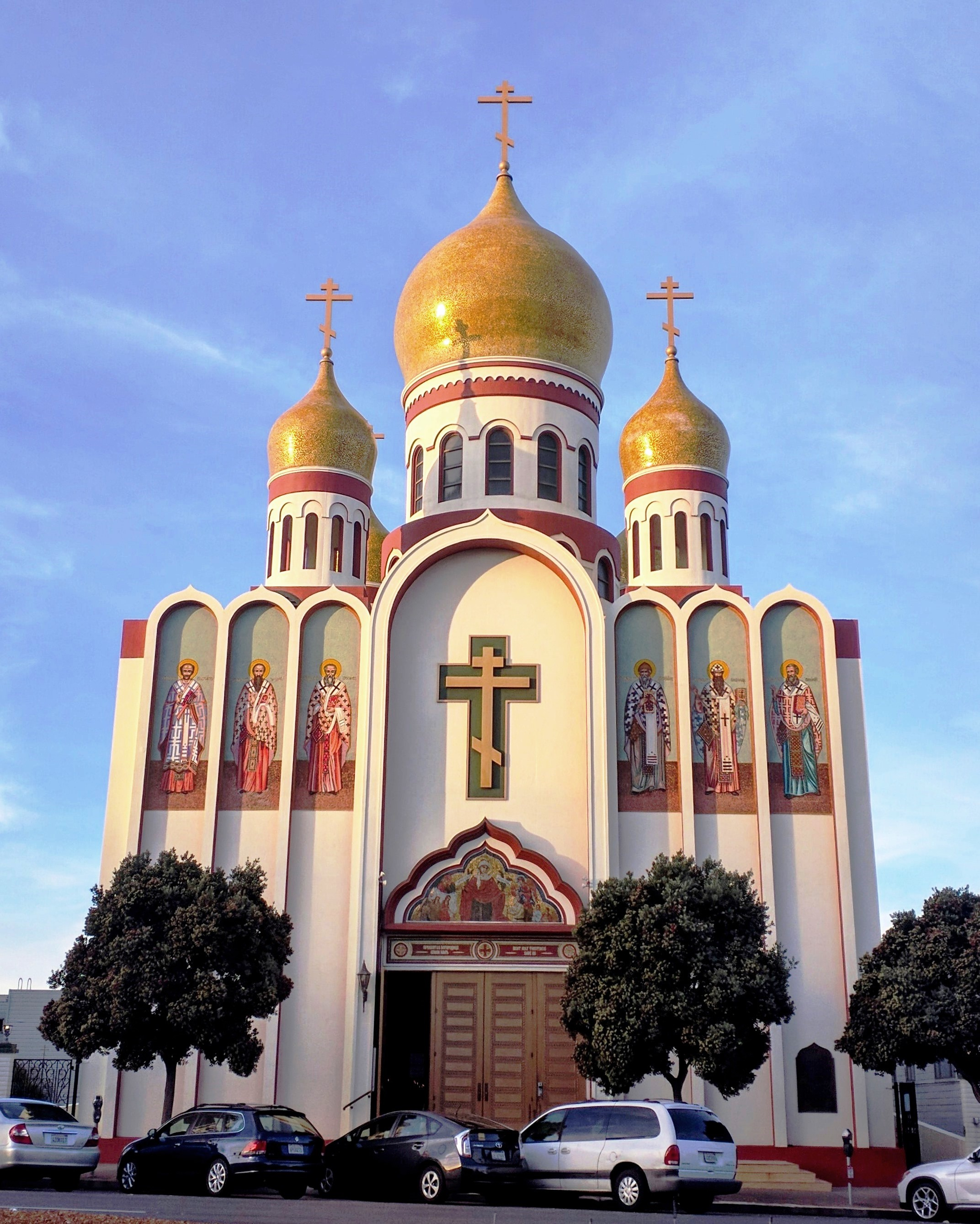
La cattedrale della Vergine Maria, nota con il titolo di "Gioia di tutti coloro che soffrono", a San Francisco.

L'eparchia di San Francisco e dell'America occidentale (in russo Сан-Францисская и Западно-Американская епархия?; in inglese San Francisco and Western American Diocese) è una eparchia della Chiesa ortodossa russa fuori dalla Russia (ROCOR).

## Territorio
L'eparchia ha giurisdizione sui fedeli dipendenti dalla ROCOR, che risiedono negli stati occidentali degli Stati Uniti d'America (Idaho, Alaska, Arizona, Washington, Hawaii, California, Colorado, Nevada, Nuovo Messico, Oregon e Utah) e in Messico.
Sede eparchiale è la città di San Francisco, dove si trova la cattedrale eparchiale della Vergine Maria, nota con il titolo di "Gioia di tutti coloro che soffrono" (in russo Всех скорбящих Радость?).
L'eparchia è suddivisa in 4 decanati; San Francisco, Nord, Sud, Messico.

## Storia
Dal 1872 al 1905, San Francisco fu la sede effettiva dell'eparchia di Alaska e delle Aleutine della Chiesa ortodossa russa. Questa eparchia continuò a dipendere dalla Chiesa ortodossa russa anche dopo la cessione dell'Alaska agli Stati Uniti d'America nel 1867 ed anzi ebbe giurisdizione sull'intero Nord America per cui fu considerato utile trasferirne la sede da Sitka a un centro più importante. Tra i vescovi di questa eparchia importante fu Tichon, poi Patriarca di Mosca (dal 1981 canonizzato come Santo e martire della fede), che fu il primo a prendere nel 1900 il titolo di vescovo "d'America" e a costruire nel 1902 la cattedrale ortodossa di San Nicola a New York prima di tornare in Russia nel 1907.
Il primo eparca documentato con il titolo di "San Francisco" è Apollinaris Koshevoy nel 1926. Con la rottura delle relazioni e della comunione ecclesiastica tra la Chiesa ortodossa in America e la ROCOR nel 1927, l'eparca Apollinaris rimase l'unico vescovo ortodosso fedele all'antica obbedienza, e fu nominato dal Consiglio della ROCOR eparca della neonata eparchia del Nordamerica e di San Francisco. Tuttavia, lo stesso anno, spostò la sede a New York, pur mantenendo il precedente titolo ecclesiastico.
Nel 1934 l'eparchia del Nordamerica fu divisa in due, con la nascita dell'eparchia dell'America occidentale con sede a San Francisco, e dell'America orientale con sede a New York. Primo eparca di questa nuova sede fu Teofilo Pashkovsky, vescovo della "Chiesa ortodossa in America", che in quel momento aveva ristabilito la comunione ecclesiasiale con la ROCOR. Tuttavia, nell'immediato dopoguerra le due istituzioni ecclesiastiche ortodosse ruppero nuovamente le loro relazioni e la sede di San Francisco fu occupata da Tikhon Troitsky, che governò l'eparchia fino alla sua morte, il 30 marzo 1963. A lui succedette Giovanni Maximovitch, venerato come santo nella Chiesa ortodossa, che favorì la costruzione della cattedrale eparchiale.
Dal 2011, per decisione del sinodo dei vescovi della ROCOR, le parrocchie del Messico furono accorpate all'eparchia di San Francisco.